# Usagre
Usagre es un municipio y localidad española de la provincia de Badajoz, en la comunidad autónoma de Extremadura. El término municipal tiene una población de 1723 habitantes (INE 2024).

## Geografía
Integrado en la comarca de Campiña Sur, se sitúa a 99 km de la capital provincial. El término municipal está atravesado por la carretera nacional N-432, entre los pK 83 y 101, además de por la carretera autonómica EX-202, que permite la comunicación con Valencia de las Torres y Bienvenida, y por carreteras locales que conectan con Hinojosa del Valle y Llera. 
El relieve del municipio presenta cierta sinuosidad, con zonas alomadas, al ejercer de enlace entre la cuenca sedimentaria de la Tierra de Barros, al norte, y Sierra Morena, al sur. Las altitudes oscilan entre los 655 m al oeste, en la sierra de los Santos (pico Montuoso), y los 380 m al noreste, a orillas del río Retín. La elevación más llamativa del territorio es el pico Calvo (597 m) situado al norte, en una zona montuosa cercana a la carretera de Hinojosa del Valle. Las corrientes de agua más sobresalientes son el arroyo Botoz, la rivera de Usagre y el río Retín, todos afluentes del Matachel.Es localidad de paso del Camino de la Frontera hacia Santiago de Compostela.
| Noroeste: Los Santos de Maimona                          | Norte: Hinojosa del Valle | Noreste: Llera                   |
| Oeste: Puebla de Sancho Pérez y Calzadilla de los Barros |                           | Este: Valencia de las Torres     |
| Suroeste: Bienvenida                                     | Sur: Bienvenida           | Sureste: Villagarcía de la Torre |

### Clima y vegetación.
El clima es de tipo mediterráneo subtropical. La temperatura media anual es de 15,6 °C. Los inviernos suelen ser suaves, con una temperatura media de 7,8 °C, alcanzando las mínimas absolutas valores de −3,8 °C. El verano es seco y caluroso con una temperatura media estacional de 24,2 °C y unas máximas absolutas que alcanzan los 40,4 °C. La precipitación media anual es de 760,7 mm. La estación más lluviosa es el invierno (279,3 mm), y la más seca el verano (50,3 mm).
La formación vegetal autóctona es del tipo durilignosa con un bosque esclerófilo mediterráneo representado por la encina y el alcornoque, junto a otras especies que componen el matorral como jaras, aulagas y cantuesos.

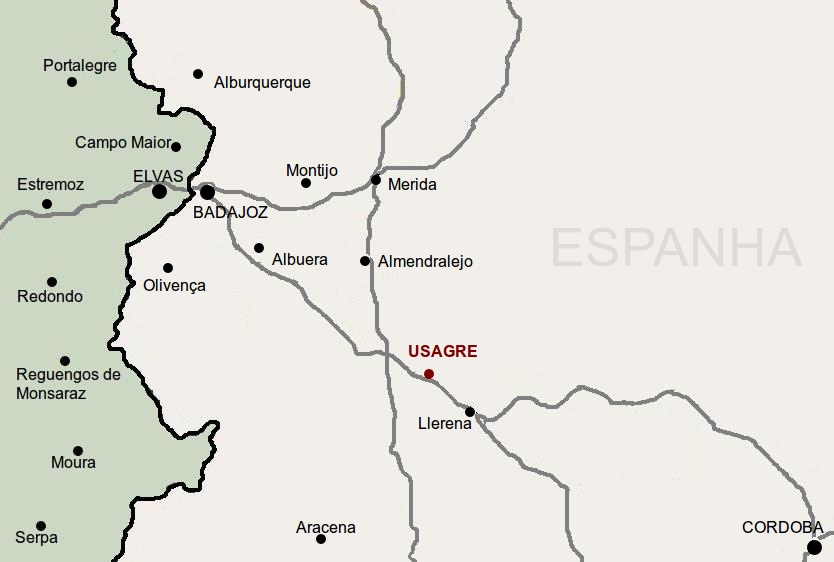
Localización de Usagre

## Historia

### Orígenes de Usagre
Basándonos en escritos de los autores latinos Clusio y Estrabón, Usagre ya existió en la Beturia Túrdula con el nombre de Ursaria. En el término se han encontrado yacimientos del calcolítico que nos dan testimonio de la presencia del hombre prehistórico en su suelo. Un hebilla de cinturón y otros objetos recuperada de un campo de cistas del bronce, nos atestiguan que el reino de Tartessos llegaba hasta las latitudes de Usagre. Con la venida de los romanos, se estableció una villae o mansio con el nombre e Urbs Sacra, por ella pasaba la calzada que iba de Hispalis a Augusta Emerita y de aquella época se han encontrado monedas, cerámica abundante y un puente romano que aún está en uso. Sin embargo se cree que la época más brillante de aquellos tiempos es la visigoda, periodo en que hubo de existir una población importante como lo atestiguan los restos de una basílica visigoda y varias necrópolis, una de ella con más de cuatrociemtos enterramientos. Cuando los caballeros de la Orden de Santiago reconquistan Usagre (llamado entonces Osagre) hay población musulmana. Esta reconquista la hace el maestre Rodrigo Íñiguez en 1241 que fallece ese año y pasa a ser maestre de la Orden Pelayo Pérez Correa que concede a Usagre su famoso "Fuero de Usagre" que todavía, por su importancia, se estudia en Derecho.

### Conquista americana
Según el presbítero Vicente Navarro del Castillo, 47 habitantes de Usagre pasaron a engrosar la lista de los extremeños que salieron hacia América para contribuir a la conquista y colonización de aquellos territorios. Sin embargo, por razones desconocidas y probablemente por ser conversos, no figura en esa lista una familia que abandonaba la villa en 1569, compuesta por Pedro Gordón, su mujer María González y tres hijos de corta edad que también habían nacido en Usagre, y que con el tiempo ocuparían señalados cargos en la milicia y en la Iglesia venezolanas, como el clérigo Pedro Gordón de Almazán.
Otro de los naturales que no figuran en las listas, es Juan González Franco, pero este caballero era de ascendencia hidalga y el que no aparezca en las lista oficiales debe ser debido a la pérdida de algunos cuadernos de la Casa de Contratación de Sevilla.
Abundando en datos sobre el usagreño colonizador de Venezuela Pedro Gordón Almazán que llega a la Isla Margarita en 1569, con su mujer y tres hijos.( Aquí se confunde al padre, Pedro Gordón Almazán, con uno de los hijos que toma el mismo nombre del padre. Pedro Gordón Almazán, padre pasa con Tejo a fundar Carora y en ella se queda como alcalde con otros episodios posteriores. Pero es el hijo, Pedro Gordón Almazán, clérigo, al que corresponden los títulos que siguen ) General, Visitador, Juez Sinodal, Síndico General de los Conventos y Comisario del Santo Oficio, Alonso, fue capitán fundador de cuatro pueblos; San Miguel de Ayamanes, San José de Siquisique, Santiago de Río Tocuyo y Nuestra Señora e Chiquinquirá; y el otro hijo Diego, asimismo Capitán. De manera que la ciudad actual de Carora en Venezuela que se conoce como la población donde permanece la más notable estirpe de la nobleza antigua, a los que allá llaman godos, cuenta con tres familias usagreñas, que son: Gordón Almazán, Álvarez y la González Franco.
También falta en la relación de Navarro del Castillo el usagreño fray Pedro de Usagre, que en 1596 parte del convento de Segura para tierras de Guatemala. 18 de los conquistadores se embarcan con De Soto y toman parte en la exploración de La Florida. Otro, llamado Lorenzo Rodríguez, pasó a Perú y a la conquista de Chile con Pedro de Valdivia; regresó a España después de haber estado con Valdivia de hortelano y albañil. Entre estos conquistadores-colonizadores de Indias cabe destacar a Bartolomé de Usagre, artillero, citado por Bernal Díaz del Castillo, que con Hernán Cortés participa en más de diez batalla y es uno de los artífices de la victoria de Cortés sobre Narváez y asimismo uno de los conquistadores de la Ciudad de México. También a su hermano Diego de Usagre, maestre de artillería que llegó con los de Narváez y continuó la conquista primero con Cortés en México y después con Pedro de Alvarado en Guatemala y El Salvador, siendo uno de los 73 que fundaron la capital salvadoreña, y su hija criolla la primera que casó en ella por el rito cristiano. Diego de Usagre fue el segundo en importancia que figuró como fundador de San Salvador.
Tenemos también en Historia de la Florida, del Inca Garcilaso de la Vega, el capítulo XXXII, que dice:

Otra suerte no mejor sucedió aquél día en Juan Páez, natural de Usagre, que era capitán de ballesteros, el qual, no siendo nada suelto sobre un caballo, sin atado y torpe, quiso pelear a caballo, y andando la batalla a los últimos lances, topó un indio, que aunque se iba retirando, todavía peleaba. Juan Páez arremetió con él y sin tiempo, maña, ni destreza, que no la tenía, le tiró una lanzada, el indio, hurtando el cuerpo, apartó de sí la lanza con un trozo de pìca de más de una braza que por arma llevaba y tomándolo a dos manos dio un palo en medio de la boca, que le quebró cuantos dientes tenía, y dexándolo aturdido, se acogió y puso en salvo.

Mas esta referencia que hace nada menos que Garcilaso, tiene contestación entre los eruditos asegurando que escribió el capítulo por oídas y que Juan Páez no era de Usagre, sino de Barcarrota.

### A partir delsigloXVI
En el año 1552, el censo de la villa es de 752 vecinos, equivalente a unas 3760 almas. Siendo una de las poblaciones más importantes de la provincia santiaguista y con uno de los términos más extensos que las villas vecinas de Los Santos, Llerena, Hinojosa y Calzadilla pretenden utilizar en beneficio de sus ganados, dando lugar a enfrentamientos que en el caso de Bienvenida consigue desgajarse de Usagre y crear su propia encomienda e independencia en 1631. La iglesia parroquial de Usagre se construyó sobre los restos de una basílica visigoda, probablemente a esta basílica perteneció una gran losa oblonga que había en la fachada de la iglesia sobre la puerta (datada por Docampo y Velázquez) con la siguiente inscripción: 

SANCTIS HONOR SVMMVS. MODEFREDI MEMORIA IVGIS FLOREAD HIS PORTIS CARA CVM CONIVGE SACRIS.

Había en Usagre en el siglo XVI, diez ermitas: de Santa María la Castellana, de San Sebastián, La Candelaria, Santa María de Jubrecelada, La Magdalena, Santa Marína de la Nava, Santa Brígida, Santa Lucía, San Marcos y de la Madre de Dios.
En el siglo XVII están en explotación sus minas de azogue, por lo que el cronista no encuentra desacertado atribuir el abandono de Usagre que cita Madoz en su Diccionario geográfico-estadístico-histórico de España y sus posesiones de Ultramar por el envenenamiento de sus aguas, a los vertidos de los pozos de las minas en la rivera y la consiguiente contaminación-envenenamiento de las aguas de las fuentes.El convento concepcionista que existe en el pueblo desde el año de su fundación de 1509, por Gonzalo Ricohombre y su esposa María de Cepeda, se traslada debido a la intemperie y el mal reinante, a la vecina Bienvenida en 1723. Y a principios del siglo XIX es ocupado por el ejército de Napoleón en idas y venidas durante dos años que, con Llerena, donde establecen su cuartel general, forma la base de ataque al interior de Extremadura.

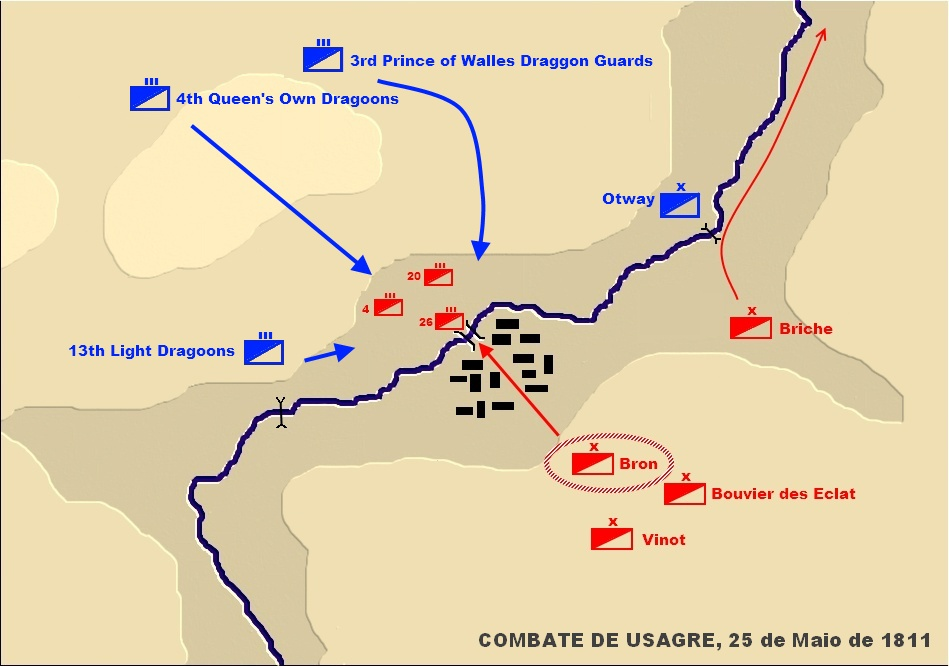
Esquema de la batalla de Usagre

En Usagre, tiene lugar el 25 de mayo de 1811 una batalla entre 2300 húsares y dragones de a caballo del ejército aliado: español-inglés-portugués, bajo el mando del general inglés William Lumley, contra 3500 dragones franceses del ejército del mariscal Soult, comandados por el general Latour-Maubour; Lumley tiende una emboscada a los franceses en el mismo pueblo de Usagre al que procedente de Llerena llegan los galos, Usagre está situado junto a un pequeño río, en una colina y formando bancales que impiden atravesar el río no pudiendo hacerse más que por un viejo puente, Latour-Mauburg decide seguir adelante con la caballería pesada para cruzar más arriba por un vado, mientras el general Bron, imprudentemente cruza por el puente con dos regimientos, el 3.º y el 4.º, y viendo sobre una loma a la caballería portuguesa decide atacar y forma en línea, Lumley, camuflado tras los montes con ingleses y españoles espera que se acerque el enemigo y cuando está a tiro abre fuego con sus seis cañones mientras ataca a su vez a los franceses al tiempo que la brigada portuguesa lo hace por un costado. Los franceses son destrozados y arrinconados contra el río y el puente por los aliados que solo deciden cesar cuando los del otro lado del río empiezan a disparar sus baterías y carabinas, saliendo derrotados los franceses a los que hacen entre muertos y heridos 250 dragones y 78 prisioneros, entre ellos el coronel Farine que es deportado a Inglaterra. Como dato interesante hay que señalar que en la batalla intervino el alférez de húsar Antonio García, llamado El Inmortal y El Héroe de Castropol, que combatió el 30 batallas siendo herido de disparo y sable 19 veces recibiendo la Laureada. Durante el siglo XVIII y XIX, Usagre fue centro de lavado de lanas finas de la comarca, con dos lavaderos Los Pinos y Parral que después de lavadas se envían a los embarcaderos de Sevilla para ser expotadas al norte de Europa.

### El Trienio Liberal
Con el pronunciamiento del general Rafael del Riego en Las Cabezas de San Juan se inicia la Marcha de Riego cuya columna recorre la Andalucía occidental y el sur de Extremadura, siendo Usagre el penúltimo pueblo por donde pasa para finalizar la marcha en Bienvenida. En Usagre, donde el alcalde liberal es Manuel Pinillos, se levanta un monolito a la Constitución de 1812, en su plaza, pero el 25 de noviembre del año 1822 una partida realista que entra de noche en el pueblo derriba el monumento. 
A la caída del Antiguo Régimen la localidad se constituye en municipio constitucional en la región de Extremadura. Desde 1834 quedó integrado en el partido judicial de Fuente de Cantos. En el censo de 1842 contaba con 370 hogares y 1440 vecinos.

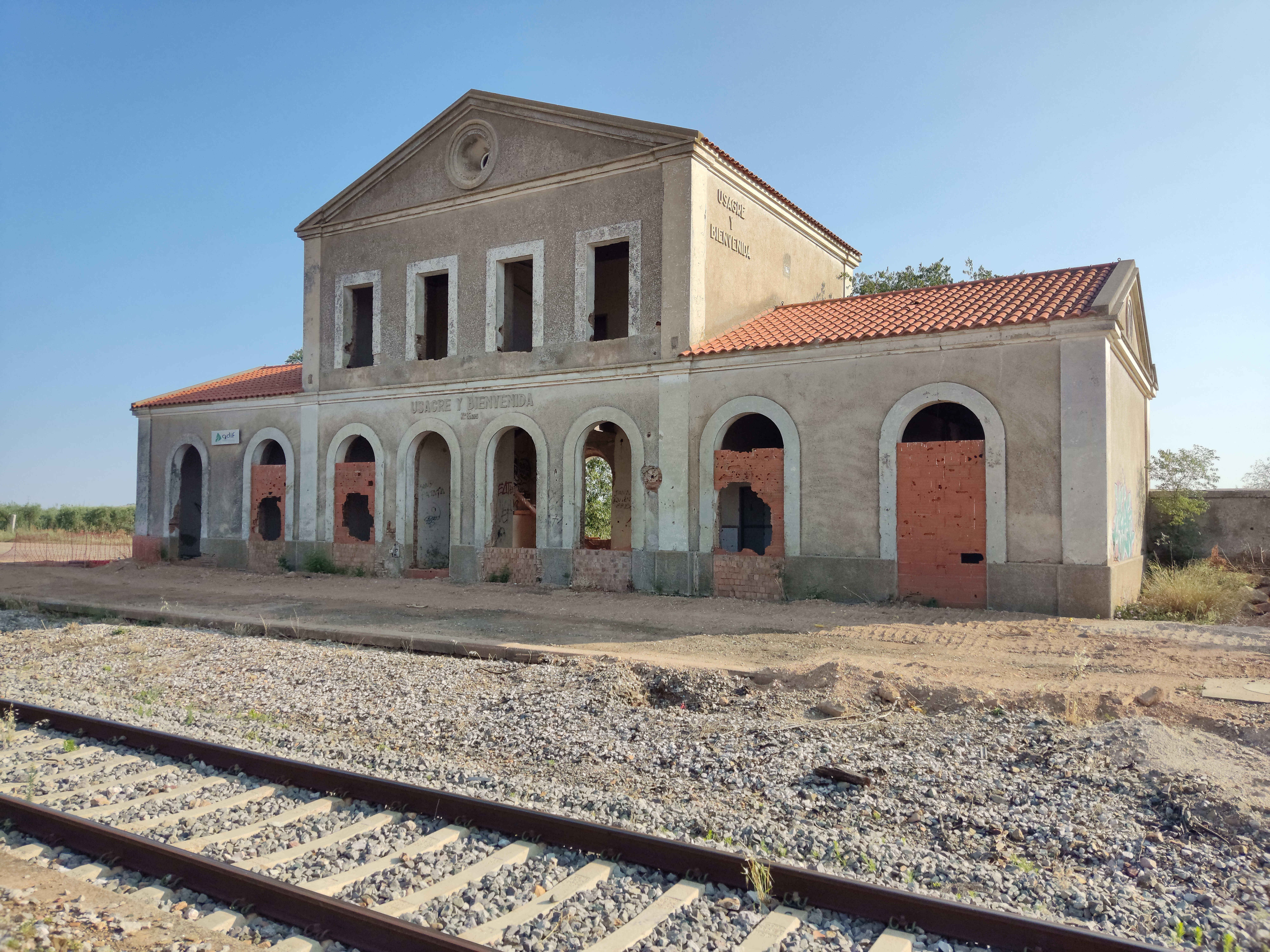
Antigua estación de tren Usagre-Bienvenida

Con las desamortizaciones de Mendizábal y Madoz el municipio y las asociaciones religiosa pierden todas sus propiedades. Sin embargo, el ayuntamiento posee 50 participaciones en la compañía del ferrocarril que pasa por Usagre por primera vez el 20 de abril de 1880. A mediados de este siglo, se ponen en explotación masiva las minas de azogue de la localidad, que ya antes intermitentemente habían sido explotadas, para cerrarse definitivamente, salvo ocasionales exploraciones posteriores, en los años 1920.

### SigloXX

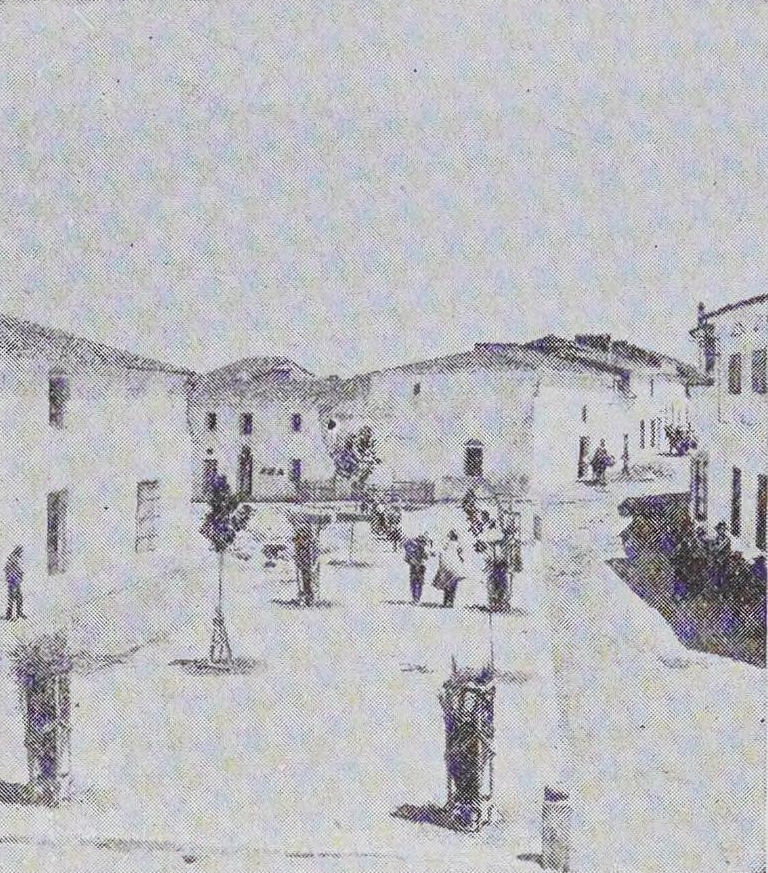
Plaza Constitucional hacia la primera mitad del

A principios del siglo hace presencia una epidemia de viruela y hacia 1918 la famosa epidemia de gripe causa estragos. En 1918 los obreros de La Unión (socialistas) declaran en verano una huelga y no permiten que se salga a trabajar al campo y ya en 1934 la otra huelga general se salda en Usagre con la llegada de un piquete de Guardias de Asalto que la emprenden a golpes con todo el que encuentran por la calle. Con el estallido de la guerra civil española, la iglesia es asaltada y el registro civil quemado, mientras los derechistas, encerrados en una ermita, son liberados a la llegada de los nacionales el 9 de agosto del 36 sin que se haya hecho ninguna víctima. Las consecuencias nefastas de la represión son unos cincuenta fusilados (algunos de fuera de la población). En el año 1954 Usagre tiene un censo de 5337 habitantes, que en 1986 ha bajado a 2274, debido a la fuerte emigración a Cataluña, País Vasco y Madrid, principalmente.

## Demografía
Usagre cuenta con una población de 1723 habitantes (INE 2024).
| Gráfica de evolución demográfica de Usagre entre 1842 y 2021                                                          |
| |
| Población de derecho según los censos de población del INE. Población de hecho según los censos de población del INE. |

## Patrimonio

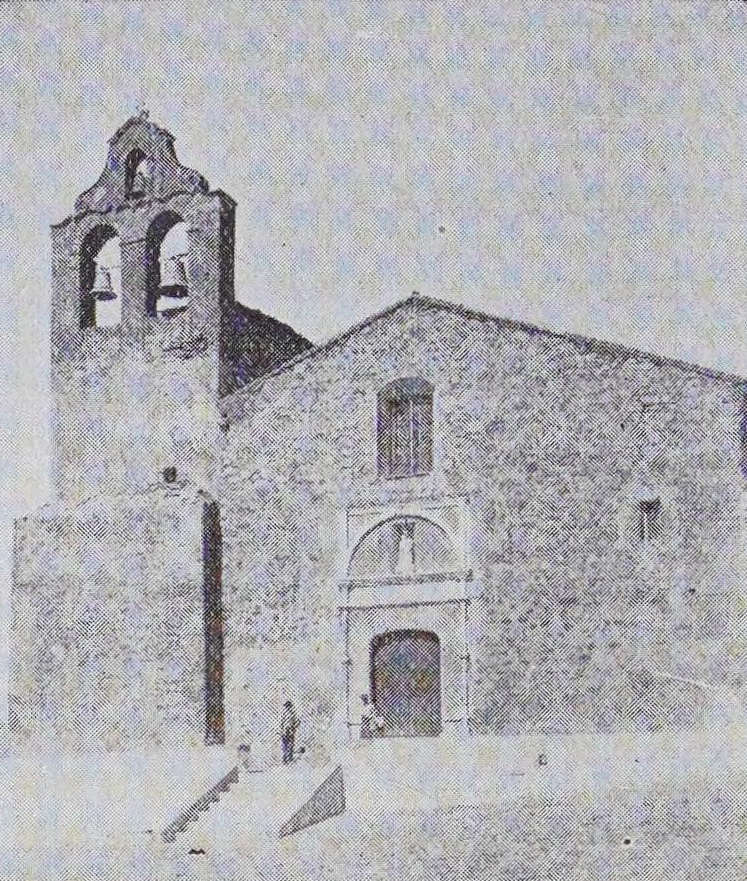
Vista de la iglesia parroquial hacia la primera mitad del

Iglesia parroquial católica bajo la advocación de Nuestra Señora de Gracia, en la archidiócesis de Mérida-Badajoz.